# Freddy Saelens
Freddy Saelens est un joueur français de volley-ball né le 6 août 1981 à Roubaix (Nord). Il mesure 2,00 m et joue central.
Il se reconvertit ensuite comme policier.

## Clubs

### Joueur
| Club              | Pays   | De        | À         |
| ----------------- | ------ | --------- | --------- |
| Rennes Volley 35  | France | 2000-2001 | 2003-2004 |
| Nice Volley-Ball  | France | 2004-2005 | 2005-2006 |
| Tours Volley-Ball | France | 2006-2007 | 2006-2007 |
| GFCO Ajaccio      | France | 2007-2008 | 2007-2008 |
| Rennes Volley 35  | France | 2008-2009 | 2008-2009 |
| Nice VB           | France | 2009-2010 | 2011-2012 |
| AS Orange-Nassau  | France | 2012-2013 | 2015-2016 |
| Avignon VB        | France | 2016-2017 | 2017-2018 |
| Maizières AC      | France | 2018-2019 | 2018-2019 |

### Entraîneur
| Club         | Pays   | De        | À         |
| ------------ | ------ | --------- | --------- |
| Maizières AC | France | 2018-2019 | 2018-2019 |

## Palmarès
- Ligue des champions
  - Finaliste : 2007